# Michael Wisher
Michael Wisher (Londra, 19 maggio 1935 – Dacorum, 21 luglio 1995) è stato un attore britannico.

## Carriera
Maggiormente ricordato per essere stato il primo interprete di Davros, lo scienziato ideatore dei Dalek nella serie televisiva Doctor Who dal 1969 al 1975, ricoprendo anche altri ruoli secondari. Morì a 60 anni a causa di un infarto.

## Filmografia parziale
- Colditz - serie televisiva (1972)
- Z Cars - serie televisiva (1963-1974)
- Dixon of Dock Green - serie televisiva (1975)
- Doctor Who - serie televisiva (1969-1975)
- Il brivido dell'imprevisto (Tales of the Unexpected) - serie televisiva (1988)
- Metropolitan Police (The Bill) - serie televisiva (1989)
- EastEnders - soap opera (1991)